# Bệnh ban đỏ
Bệnh ban đỏ là một bệnh truyền nhiễm do Streptococcus pyogenes, một loại liên cầu khuẩn nhóm A (GAS) gây ra. Các dấu hiệu và triệu chứng bao gồm đau họng, sốt, đau đầu, sưng hạch bạch huyết, và phát ban đặc trưng. Các phát ban có màu đỏ và cảm giác giống như giấy nhám và lưỡi có thể đỏ và sưng thành cục. Bệnh này thường xuất hiện ở trẻ em từ năm đến mười lăm tuổi.
Bệnh ban đỏ ảnh hưởng đến một số nhỏ bệnh nhân bị viêm vòm họng hoặc nhiễm trùng liên cầu da. Vi khuẩn thường lây lan qua việc ho hoặc hắt hơi của người bệnh. Bệnh cũng có thể được lây lan khi một người chạm vào một đối tượng có những vi khuẩn trên đó và sau đó lại chạm vào miệng hoặc mũi của mình. Các vết ban nổi bật là do chất độc erythrogenic, được một số loại vi khuẩn tạo ra. Chẩn đoán bệnh này thường được xác nhận bằng cách lấy mẫu vi khuẩn vòm họng.

## Các dấu hiệu và triệu chứng

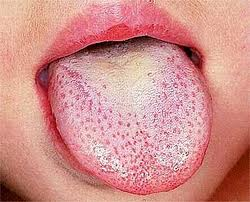
Dâu tây trên lưỡi là một đặc trưng của bệnh sốt ban đỏ.

Các ban của bệnh ban đỏ

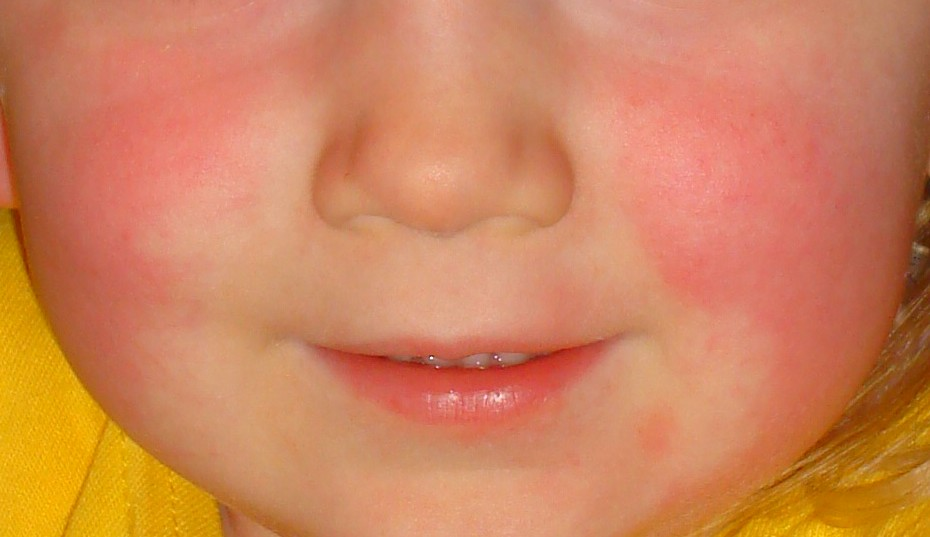
Má đỏ và xanh xao khu vực xung quanh miệng khi bị bệnh ban đỏ

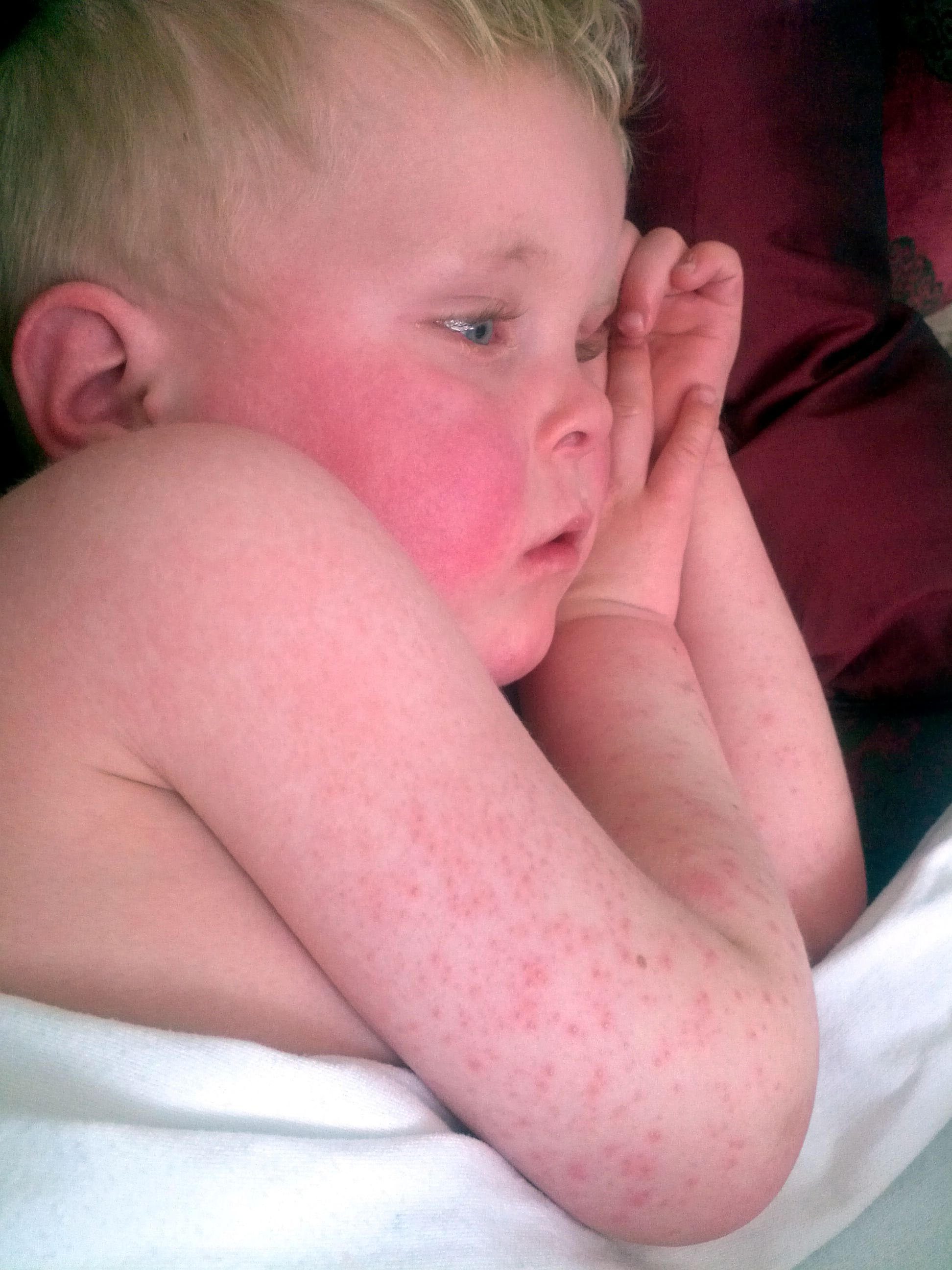
Đặc trưng má đỏ và phát ban của bệnh ban đỏ